# Abgabenordnung
Die Abgabenordnung (AO) ist das elementare Gesetz des deutschen Steuerrechts. Da sich in ihr die grundlegenden und für alle Steuerarten geltenden Regelungen über das Besteuerungsverfahren finden, wird sie auch als Steuergrundgesetz bezeichnet. Als sogenanntes allgemeines Steuerrecht und Steuerverfahrensrecht ist in ihr geregelt, wie die Besteuerungsgrundlagen ermittelt werden, Steuern festgesetzt, erhoben und vollstreckt werden und außergerichtliche Rechtsbehelfe verfahrensrechtlich zu behandeln sind. Daneben enthält die Abgabenordnung auch wesentliche materiell-rechtliche Vorschriften zum Steuerstraf- und -ordnungswidrigkeitenrecht, zum Gemeinnützigkeitsrecht und zum Steuerschuldrecht.
Während die einzelnen Steuergesetze (z. B. Einkommensteuergesetz oder Umsatzsteuergesetz) die Entstehung und Berechnung der Steuer regeln, enthält die AO grundsätzliche Regelungen darüber, wie die Steuer festzusetzen ist und wann sie zu entrichten ist.

## Geschichte
Die Abgabenordnung ist 1977 in Kraft getreten, daher auch die häufig verwendete Bezeichnung AO 1977. Seit Dezember 2006 ist nur noch die Abkürzung AO amtlich. Sie löste die bis zuvor weiterhin geltende Reichsabgabenordnung (RAO) aus dem Jahr 1919 ab. Als Verfasser der RAO, und somit auch als „Vater“ der heutigen Abgabenordnung, gilt Enno Becker. Grund für die Reform war die Absicht, die Vorschriften der Abgabenordnung an das Verwaltungsverfahrensgesetz anzugleichen, einen vernünftigen Ausgleich zwischen den widerstreitenden Prinzipien der Gleichmäßigkeit der Besteuerung und der Rechtssicherheit herbeizuführen und die Systematik im Gesetz zu verbessern.

## Anwendungsbereich
Die AO gilt grundsätzlich für alle Steuern und Steuervergütungen, die durch Bundesrecht oder Recht der Europäischen Union geregelt und von Bundes- oder Landesfinanzbehörden verwaltet werden. Für Ein- und Ausfuhrabgaben ist sie vorbehaltlich des Rechts der Europäischen Gemeinschaften, insbesondere des Zollkodex anwendbar. Darüber hinaus ist sie aufgrund landesrechtlicher Vorschriften auch für die Erhebung zahlreicher anderer Abgaben anzuwenden (§ 1 AO).
Im Zollrecht gilt die AO nur subsidiär zum Zollkodex, direkt anwendbar sind lediglich die Straf-, Bußgeld- und Vollstreckungsvorschriften der Abgabenordnung.
Das steuerrechtliche Überprüfungsverfahren findet im Wesentlichen durch die Finanzgerichtsbarkeit statt. Das einschlägige Gesetz ist die Finanzgerichtsordnung (FGO). In Steuerstrafsachen entscheidet jedoch die reguläre Strafgerichtsbarkeit.

## Gliederung
Die AO ist in neun Teile gegliedert und spiegelt den zeitlichen Ablauf des Besteuerungsverfahrens wider:

### Einleitende Vorschriften
Der erste Teil widmet sich den steuerlichen Grundbegriffen, die für alle Steuern gelten. Hier findet sich die allgemeine Definition der Steuer (§ 3 Abs. 1 AO) als Geldleistungen, die nicht eine Gegenleistung für eine besondere Leistung darstellen und von einem öffentlich-rechtlichen Gemeinwesen zur Erzielung von Einnahmen allen auferlegt werden, bei denen der Tatbestand zutrifft, an den das Gesetz die Leistungspflicht knüpft; die Erzielung von Einnahmen kann Nebenzweck sein. Das unterscheidet Steuern (ohne Gegenleistung) von Beiträgen (Möglichkeit der Inanspruchnahme) und Gebühren (tatsächliche Inanspruchnahme). Alle drei Formen werden gemeinsam als Abgaben bezeichnet.
Daneben werden u. a. die Begriffe Wohnsitz, Geschäftsleitung, Niederlassung und Finanzbehörde aus steuerlicher Sicht erklärt und eine Übersicht über die Zuständigkeit der Finanzbehörden gegeben.
Von besonderer Bedeutung sind die Regelungen über das Steuergeheimnis. Da der Steuerpflichtige im Rahmen der Mitwirkungspflichten seine steuerlichen Verhältnisse der Finanzbehörde vollständig zu offenbaren hat, muss die Geheimhaltung seiner Angaben gewährleistet sein. § 30, § 31, § 31a, und § 31b AO regeln, wer das Steuergeheimnis wahren muss und unter welchen Voraussetzungen die Offenbarung oder Verwertung geschützter Daten zulässig ist.

### Steuerschuldrecht
Das Steuerschuldrecht definiert die wesentlichen Grundsätze im Verhältnis zwischen Staat und Steuerschuldner; es soll die Grundlage für ein möglichst unbürokratisches und rationelles Besteuerungsverfahren bilden und hierbei ein ausgewogenes Verhältnis zwischen den Interessen der Allgemeinheit und den Belangen des einzelnen Steuerpflichtigen herstellen.
Steuerschuldner ist derjenige, den die Steuergesetze als solchen bestimmen (§ 43 AO). Fehlt in den besonderen Gesetzen eine ausdrückliche Definition, ist Steuerschuldner derjenige, der den Besteuerungstatbestand des Einzelsteuergesetzes erfüllt. Der Steuerschuldner ist in der Regel auch der Steuerpflichtige. In § 33 Abs. 1 AO ist die Person des Steuerpflichtigen definiert, als demjenigen, der eine Steuer schuldet, für eine Steuer haftet, eine Steuer für Rechnung eines Dritten einzubehalten und abzuführen hat (Steuerzahler), wer eine Steuererklärung abzugeben, Sicherheit zu leisten, Bücher und Aufzeichnungen zu führen oder andere ihm durch die Steuergesetze auferlegte Verpflichtungen zu erfüllen hat.
Weiter wird geregelt, welche Ansprüche sich aus dem Steuerschuldverhältnis ergeben (nämlich gemäß § 37 Abs. 1 AO: Steueranspruch, Steuervergütungsanspruch, Steuererstattungsanspruch, Haftungsanspruch und Ansprüche auf steuerliche Nebenleistungen), wer Gesamtschuldner ist, unter welchen Voraussetzungen jemand für die Steuerschuld eines anderen haftet und welche Zwecke unter gemeinnützigen oder mildtätigen Aspekten steuerbegünstigt sind.

### Allgemeine Verfahrensvorschriften
Der dritte Teil widmet sich in den allgemeinen Verfahrensgrundsätzen besonders dem Grundsatz der Gleichmäßigkeit und Gesetzmäßigkeit der Besteuerung. Geregelt werden hier die Mitwirkungspflichten (Auskunftspflicht, Pflicht zur Vorlage von Urkunden) der Beteiligten, aber auch unter welchen Voraussetzungen Personen zur Auskunftsverweigerung berechtigt sind und in welchen Fällen die Finanzbehörden die Steuerpflichtigen beraten und ihnen Auskunft erteilen sollen. Von Bedeutung sind die Vorschriften zur steuerlichen Fristenberechnung, Fristverlängerung und Wiedereinsetzung in den vorigen Stand. Im zweiten Abschnitt wird der Begriff des Verwaltungsaktes erläutert und Aussagen zur Bekanntgabe, Wirksamkeit und Nichtigkeit getroffen.

### Durchführung der Besteuerung
Den Kern der AO bilden die Vorschriften über die Durchführung des Besteuerungsverfahrens. Im Interesse der Rechtssicherheit enthalten sie eine genaue Darstellung der jeweiligen Rechte und Pflichten der Finanzbehörde und der Steuerpflichtigen.
Insbesondere werden die speziellen Mitwirkungspflichten der Steuerpflichtigen geregelt, weil die Finanzbehörden bei Ermittlung der Besteuerungsgrundlagen auf die Mitwirkung der Betroffenen angewiesen sind. Deshalb werden in diesem Teil Regelungen zur Steuererklärungs- und Buchführungspflicht getroffen.
Ferner wird festgelegt, in welcher Form, unter welchen Voraussetzungen und in welcher Frist eine Steuer festgesetzt werden kann. So bestimmt § 155 Abs. 1 AO, dass Steuern grundsätzlich mittels Steuerbescheid festzusetzen sind. Dieser Steuerbescheid konkretisiert die im Einzelfall entstandene Steuer oder Steuervergütung und ist formelle Grundlage der Verwirklichung dieses Anspruchs.
§ 169 AO regelt die Festsetzungsfrist: Eine Steuerfestsetzung sowie ihre Aufhebung, Änderung oder Berichtigung sind danach nicht mehr zulässig, wenn die Festsetzungsfrist abgelaufen ist. Diese Festsetzungsfrist beträgt für Verbrauchsteuern und deren Vergütungen ein Jahr. Für alle anderen Steuern und Steuervergütungen (insbesondere also für die Einkommensteuer, Umsatzsteuer und Körperschaftsteuer) beträgt die Festsetzungsfrist vier Jahre. Sie beträgt allerdings zehn Jahre, soweit eine Steuer hinterzogen wurde, und fünf Jahre, soweit sie leichtfertig verkürzt worden ist.
Bedeutsam sind auch die Vorschriften über die Bestandskraft von Steuerbescheiden. Im Interesse des Rechtsfriedens und der Rechtssicherheit können Steuerbescheide nur aufgehoben, geändert oder berichtigt werden, soweit dies gesetzlich zugelassen ist. Unerheblich ist dabei, ob sich der Fehler zugunsten oder zu Lasten des Steuerpflichtigen auswirkt.
Steht der Steuerbescheid unter dem Vorbehalt der Nachprüfung nach § 164 AO, so ist seine Änderung innerhalb der Festsetzungsfrist jederzeit möglich, solange dieser Vorbehalt nicht aufgehoben wurde.
Weitere wichtige Änderungsvorschriften sind § 172 (s. a. Schlichte Änderung) und § 173 AO, wobei letzterer eine Korrekturmöglichkeit vorsieht, wenn Tatsachen oder Beweismittel nachträglich bekannt werden, die zu einer höheren oder niedrigeren Steuer führen. Eine Korrektur zugunsten des Steuerpflichtigen ist dabei jedoch nur möglich, wenn diesen kein grobes Verschulden daran trifft, dass die Tatsachen oder Beweismittel erst nachträglich bekannt geworden sind. Andererseits verbietet der geltende Grundsatz von Treu und Glauben es dem Finanzamt, unter Berufung auf das nachträgliche Bekanntwerden steuererhöhender Tatsachen oder Beweismittel eine Steuerfestsetzung zu ändern, wenn die Tatsachen dem Finanzamt bei ordnungsgemäßer Erfüllung seiner Ermittlungspflicht nicht verborgen geblieben wären, sofern der Steuerpflichtige seinerseits seiner Mitwirkungspflicht voll genügt hat.
Nach § 175 AO ist ein Steuerbescheid zu erlassen oder zu korrigieren, soweit ein für den Steuerbescheid verbindlicher Grundlagenbescheid erlassen oder korrigiert wurde.
Von besonderer Bedeutung sind die Vorschriften zur steuerlichen Außenprüfung, die den Finanzbehörden erlauben, die Angaben der Steuerpflichtigen nicht nur an Amtsstelle, sondern in gewissem Umfang auch an Ort und Stelle nachzuprüfen. Das Außenprüfungsverfahren verlangt vom Steuerpflichtigen ein hohes Maß an Mitwirkung, sichert ihm aber auch in weitem Umfang rechtliches Gehör und Rechtsbehelfe. Weitere, sich an die Verwaltung richtende Regelungen zur Durchführung einer Betriebsprüfung sowie zu verwaltungsinternen Verfahrensabläufen sind in einer bundeseinheitlichen Verwaltungsanweisung, der Betriebsprüfungsordnung, getroffen.

### Erhebungsverfahren
In den sich anschließenden Vorschriften über das Erhebungsverfahren wird geregelt, wann eine Steuer fällig wird und wie und wann die Forderung wieder erlischt. Daneben wird festgelegt, unter welchen Voraussetzungen eine Steuer gestundet oder aus Billigkeitsgründen erlassen werden kann. Geregelt wird auch die Verjährung des Steueranspruchs, die Verzinsung von Ansprüchen aus dem Steuerschuldverhältnis und die Erhebung von Säumniszuschlägen bei verspäteter Steuerzahlung.

### Vollstreckung
Werden fällige Steuern nicht gezahlt, so können sie durch die Finanzbehörde nach den für die Vollstreckung geltenden Bestimmungen zwangsweise beigetrieben werden. Wie bei Eingriffsverwaltung üblich und anders als im Zivilrecht ist sie auch ohne gerichtlichen Vollstreckungstitel möglich. Vollstreckungstitel und somit Grundlage der Vollstreckung ist in diesen Fällen ein Verwaltungsakt, z. B. ein Steuerbescheid. §§ 249 ff. Abgabenordnung bestimmen rechtlichen Voraussetzungen, u. a. durch Regelung der Vollstreckung in das unbewegliche und das bewegliche Vermögen.

### Außergerichtliches Rechtsbehelfsverfahren
Es folgen die Vorschriften über das außergerichtliche Rechtsbehelfsverfahren, in denen das Einspruchsverfahren als Rechtsschutz der Steuerpflichtigen geordnet ist. Dieses ermöglicht der Finanzverwaltung, ihre Entscheidungen ohne Einleitung eines finanzgerichtlichen Verfahrens zu überprüfen. Das Einspruchsverfahren ist kostenfrei. Die (erfolglose) Durchführung des Einspruchsverfahrens ist regelmäßig Voraussetzung für eine Klage vor dem Finanzgericht.

### Straf- und Bußgeldvorschriften / Straf- und Bußgeldverfahren
Schließlich enthält die AO die materiellen Vorschriften über Steuerstraftaten (Steuerhinterziehung) und Steuerordnungswidrigkeiten (Steuerverkürzung) sowie besondere Bestimmungen über das Steuerstraf- und Bußgeldverfahren. Das Bußgeld wird nach dem Gesetz über Ordnungswidrigkeiten erhoben. Die Finanzbehörde kann selbst ermitteln und sich dabei der Steuerfahndung bzw. Zollfahndung bedienen.
§ 398 und § 398a AO enthalten ergänzende Vorschriften über die Einstellung eines Strafverfahrens wegen Steuerhinterziehung.

### Schlussvorschriften
Die Schlussvorschriften enthalten – als Gesetzesvorbehalt – die Einschränkung der Grundrechte auf körperliche Unversehrtheit und Freiheit der Person (Art. 2 Abs. 2 des Grundgesetzes (GG)), des Briefgeheimnisses sowie des Post- und Fernmeldegeheimnisses (Art. 10 GG) und der Unverletzlichkeit der Wohnung (Art. 13 GG) nach Maßgabe der AO.

## Nebengesetze und Nebenverordnungen
Zur Abgabenordnung ist ein Einführungsgesetz (EGAO) mit zahlreichen Übergangs- und zeitlichen Anwendungsregelungen erlassen worden.
Auf Grundlage der Abgabenordnung sind verschiedene Verordnungen ergangen.
Dazu gehört die Mitteilungsverordnung, mit der Behörden und öffentlich-rechtliche Rundfunkanstalten verpflichtet werden, den Finanzbehörden bestimmte steuererhebliche Tatsachen mitzuteilen, ohne dass es eines vorherigen Ersuchens der Finanzbehörden bedarf.
Weitere Verordnungen, die aufgrund der Abgabenordnung ergangen sind, sind die
- Verordnung über die gesonderte Feststellung von Besteuerungsgrundlagen nach § 180 Abs. 2 der Abgabenordnung vom 19. Dezember 1986[1]
- Kleinbetragsverordnung vom 19. Dezember 2000[2]
- Umsatzsteuerzuständigkeitsverordnung vom 20. Dezember 2001[3]
- Steuerdaten-Abrufverordnung vom 13. Oktober 2005[4]
- Steueridentifikationsnummerverordnung vom 28. November 2006
- Steuer-Auskunftsverordnung vom 30. November 2007
- Gewinnabgrenzungsaufzeichnungs-Verordnung vom 12. Juli 2017
- Kassensicherungsverordnung vom 26. September 2017

## Verwaltungsvorschriften
Es existiert mit dem Anwendungserlass zur Abgabenordnung (AEAO) eine umfangreiche Verwaltungsvorschrift, die eine einheitliche Gesetzesanwendung durch die Finanzbehörden sicherstellen soll. Daneben gibt es noch verschiedene bereichsspezifische Verwaltungsvorschriften wie die Grundsätze zur ordnungsmäßigen Führung und Aufbewahrung von Büchern, Aufzeichnungen und Unterlagen in elektronischer Form oder die Anweisungen für das Straf- und Bußgeldverfahren (Steuer) 2023/2024.

## Abgabenordnung in der DDR
Die Abgabenordnung der DDR entwickelte sich gleichfalls auf der Basis der Reichsabgabenordnung (RAO) aus dem Jahre 1919, wurde jedoch in einer Fassung vom 18. September 1970 neu verfasst.
Die Abgabenordnung enthielt:
- Rechte und Pflichten der am Steuerrechtsverhältnis Beteiligten (Steuerpflichtige und Steuerbehörde)
- die Zuständigkeiten im Steuerverfahrensrecht
- das Rechtsmittelverfahren (Nachprüfungsverfahren) in Steuersachen
- das materielle Steuerstrafrecht, soweit nicht im Strafgesetzbuch der DDR eine Neuregelung erfolgte

Die Abgabenordnung enthielt insbesondere Bestimmungen über den Steueranspruch, über die Pflichten der Steuerpflichtigen und zum Steuerbescheid.